# 仁支川峰子
仁支川 峰子（にしかわ みねこ、旧芸名：西川 峰子、1958年〈昭和33年〉5月23日 - ）は、日本の演歌歌手、女優。Mine Fantasy所属（個人事務所）。

## 来歴・人物
福岡県田川郡赤村出身。都立代々木高校中退。歌唱力に秀で、1973年に『第3回全日本歌謡コンテスト』で優勝したのをきっかけに芸能界入りを果たした。
翌1974年7月25日、“やまびこ演歌”のキャッチフレーズでビクターから『あなたにあげる』で歌手デビュー。同デビュー曲はチャート1位になるなど、いきなり大ヒットとなり、一躍人気歌手となった。同曲で第2回FNS歌謡祭最優秀新人賞（1974年下期）、第5回日本歌謡大賞放送音楽新人賞、第16回日本レコード大賞新人賞など多数受賞。その後もコンスタントにヒット曲を放つ。
年末恒例のNHK紅白歌合戦には、初出場の1975年（第26回）から1978年（第29回）まで、4年連続で4回出場していた。その後、喉が潰れて声が思うように出なくなったこともあり、演歌歌手から女優に転向。1977年の映画『人間の証明』で女優デビュー。女優業では特に、1987年の映画『吉原炎上』での最後の場面では、自身初のヌードと共に「ここ噛んで！」の絶叫が話題となったー。これにより視聴者に強いインパクトを与え、自身の代表作と言われるほどになった。その後、タレントとしても活躍。
1982年10月6日から1983年3月30日まで『森田一義アワー 笑っていいとも!』（フジテレビ系）の水曜レギュラーであった。
1993年には、ヘアヌード写真集「PRIVATE」を発表。1997年に発売した写真集「PrivateII」は5万部を超える売り上げをあげた。
1998年には、那須高原の新築1ヶ月の別荘が台風4号に伴う豪雨で流され話題となった（その後、同じ場所に家を建て直したが後に売りに出した）。
40歳を過ぎた頃、長年出なかった歌声が不思議と出るようになったことから歌手活動も再開している。
2001年7月、後鳥羽上皇の墓守りである隠岐島在住の町議会議員の男性と結婚したが、2008年3月には離婚調停が開始、2009年4月正式な離婚が発表された。
2009年12月24日放送のフジテレビ『くちこみっ!大捜索2!!本当に凄い（秘）占い師テレビ解禁スペシャル!!』番組内において、「西川」峰子から「仁支川」峰子に改名した。
2010年4月、大学病院での精密検査で甲状腺の乳頭癌と診断され、劇団・若獅子公演が終了後の5月14日に入院。5月17日に2度に渡る摘出手術を受け、5月24日に退院した。
2021年1月5日、32年続けた個人事務所ミネファンタジーからスタッフ・アップに移籍したが、2025年3月10日付けで退所したことがスタッフ・アップの公式サイトから発表された。

## エピソード

### 紅白歌合戦
デビュー曲「あなたにあげる」は55.6万枚のセールスを記録したが、際どい内容の歌詞がNHK的に物議を醸したらしくその年の紅白には選ばれなかった。しかしその後NHK側の考えが変わったのか、翌年同曲で紅白初出場を果たした。
紅白には4年連続出場した後は呼ばれなくなったが、本人は後年「紅白落選はショックより、いろんな仕事に挑戦するきっかけになったので、今は感謝の気持ちしかないですね」と語っている。
芸能界デビュー時の目標は、両親の家を建てることだった。紅白出場もあって新人の頃に知名度が上がり歌手活動に加えドラマ出演などほぼ休みなく働き、デビュー4年目にして両親の家を建てる夢が叶った。

### ヌード
歌手デビューした当時は39kgしかなく、細すぎるのを隠すためパンタロンスーツを着ての芸能活動となった。ただし当時から胸だけは大きかった。29歳頃に出演した映画『吉原炎上』で仁支川のクライマックスで、豊満な乳房を大胆に披露した。同シーンでヌードも辞さない迫真の演技をしたことから、視聴者の中でも特にニューハーフたちからの支持が厚く、新宿2丁目界隈では仁支川は“神様”と呼ばれるようになった。
1990年代に発売したヘアヌード写真集は好評を得て、2023年現在もこの写真集は古書店では高値で取引されているという。「男性だけでなく女性にも見てもらいたい」との考えから、掲載写真は自ら1枚1枚選ぶこだわりようだった。
ある写真家との写真集のロケ地を決める際、本人が「南国系とかスイスもいいですね」と提案した。しかし相手が「インドは人生観が変わるよ」と言ったことでインドに決まり、内心あまり乗り気しなかったが撮影に臨んだ。現地では冷房が効かないぐらい暑く、元々暑がりの仁支川にとってはきつい仕事となった。
個人的に、若い頃から「女性の体が最も美しく見える時期は35歳まで」と思っていたため、写真などでヌードになるのを35歳で辞めた。本人はヌード写真に後悔はないが、「（上記の）ロケ地選定でスイスなどにしなかったことが唯一の後悔」としている。

### 健康に関して
両親は共働きだったが子供の頃は貧しく、幼い頃は栄養失調により5歳頃までしっかり歩くこともできない虚弱体質だった。小学校入学後は、自宅から学校まで往復8kmの道のりを毎日徒歩で通学したこともあり、中学生の頃にようやく人並みの健康状態になった。
普段は約30品目の食材を使った料理を作ってゆっくり食べるなど健康を気遣っているが、美容には何の興味もないとのこと。
60代に入った頃に出演した医療系バラエティ番組で、「（同じ60代女性へ向けた一般論として）健康や筋力のためにとにかく歩きなさい」という話を聞いた。以後、毎日12,000～14,000歩ぐらい歩くようにしたが、しばらくして膝に水が溜まった。病院で炎症が判明し、医師から「（上記の一般論とは違い）あなたは骨格的に丈夫だから、無理して歩かなくていいんですよ」と注意されたという。

### その他
本人によると、2023年の時点でこれまでに計14回ほど死にかけている。一例として、21歳で水疱瘡)にかかり、高熱のため生死をさまよった。22歳に卵巣腫瘍により手術した。32歳の時に、マネジャーが運転する車が3回転以上も横転する事故に遭った。警察から「生きているのが奇跡」と言われるほどの大事故だったが、幸い頚椎捻挫と頭部打撲で済んだ。51歳で受けたがんの手術では、麻酔が効きすぎたらしく呼吸困難に陥って死にかけたが、奇跡的に息を吹き返した。
これまで数々の病気や災難を経験していることを踏まえ、「どんな試練に遭遇しても、悩む時間は不毛だと考えています。現実を潔く受け入れ、悩みに悶々（もんもん）としないことが、私の心の健康法」としている。
西川峰子から仁支川峰子に改名した理由は、以前から「西川峰子」の文字の印象がカクカクしていて好きではないと感じていたことから。
我慢や無理をすると体にひずみが来るため、2022年現在は時々出演するバラエティ番組で好き放題言っているとのこと。

## ディスコグラフィ

### シングル
- 1〜26：西川峰子名義、27〜29：仁支川峰子名義。
  - 1〜25：ビクター、26：SUR RECORDS、27：Webkoo、28・29：ホリデージャパン。

| #  | 発売日          | A/B面 | タイトル              | 作詞         | 作曲         | 編曲         | 規格品番   |
| -- | --------------- | ----- | --------------------- | ------------ | ------------ | ------------ | ---------- |
| 1  | 1974年 7月25日  | A面   | あなたにあげる        | 千家和也     | 三木たかし   | 藤田はじめ   | SV-1191    |
| 1  | 1974年 7月25日  | B面   | おとめ港              | 千家和也     | 岡千秋       | 藤田はじめ   | SV-1191    |
| 2  | 1974年 12月5日  | A面   | 初めてのひと          | 千家和也     | 岡千秋       | 山田一芳     | SV-1210    |
| 2  | 1974年 12月5日  | B面   | 恋化粧                | 千家和也     | 三木たかし   | 山田一芳     | SV-1210    |
| 3  | 1975年 3月25日  | A面   | ふたりの秘密          | 千家和也     | 三木たかし   | 山田一芳     | SV-1220    |
| 3  | 1975年 3月25日  | B面   | 十六の恋              | 千家和也     | 三木たかし   | 山田一芳     | SV-1220    |
| 4  | 1975年 7月5日   | A面   | 考えさせて欲しいのよ  | 名取純       | 賀川幸生     | 山田一芳     | SV-1241    |
| 4  | 1975年 7月5日   | B面   | 恋が私を変えました    | 中山大三郎   | 新井利昌     | 山田一芳     | SV-1241    |
| 5  | 1975年 9月5日   | A面   | 縁切り港              | 千家和也     | 千葉毅       | 山田一芳     | SV-1252    |
| 5  | 1975年 9月5日   | B面   | 野菊の丘              | 千家和也     | 千葉毅       | 山田一芳     | SV-1252    |
| 6  | 1975年 12月20日 | A面   | あのひとは遠い人      | 千家和也     | 三木たかし   | 山田一芳     | SV-1265    |
| 6  | 1975年 12月20日 | B面   | 恋でしょうか          | 千家和也     | 岡千秋       | 山田一芳     | SV-1265    |
| 7  | 1976年 3月5日   | A面   | 十九の夢              | 石坂まさを   | 岡千秋       | 湯野カオル   | SV-1285    |
| 7  | 1976年 3月5日   | B面   | さよならはくちづけで  | 臼井ひさし   | 猪俣公章     | 湯野カオル   | SV-1285    |
| 8  | 1976年 4月25日  | A面   | 初恋音頭              | 石坂まさを   | 吉田正       | 寺岡真三     | MV-1080    |
| 8  | 1976年 4月25日  | B面   | 湯けむり小唄          | 石坂まさを   | 吉田正       | 寺岡真三     | MV-1080    |
| 9  | 1976年 7月5日   | A面   | 峰子のマドロスさん    | 山口洋子     | 猪俣公章     | 前田俊明     | SV-6027    |
| 9  | 1976年 7月5日   | B面   | 東京へ行っちゃった    | 石坂まさを   | 岡千秋       | 前田俊明     | SV-6027    |
| 10 | 1976年 10月25日 | A面   | 女になるでしょう      | 吉岡治       | 岡林信康     | 前田俊明     | SV-6114    |
| 10 | 1976年 10月25日 | B面   | 夜祭りの都            | 岡林信康     | 岡林信康     | 前田俊明     | SV-6114    |
| 11 | 1977年 2月25日  | A面   | ギター流して今晩わ    | 山田宏       | 猪俣公章     | 前田俊明     | SV-6172    |
| 11 | 1977年 2月25日  | B面   | それまで待ってね      | 臼井ひさし   | 新井利昌     | 柳田六合雄   | SV-6172    |
| 12 | 1977年 7月5日   | A面   | 男友達                | 小林亜星     | 小林亜星     | 竜崎孝路     | SV-6252    |
| 12 | 1977年 7月5日   | B面   | わたしの波止場        | 増田智子     | 岡千秋       | あかのたちお | SV-6252    |
| 13 | 1977年 11月5日  | A面   | 愛したいあなた        | 千家和也     | 穂口雄右     | 毛利猛       | SV-6328    |
| 13 | 1977年 11月5日  | B面   | あなたの涙            | 千家和也     | 千葉毅       | 藤田はじめ   | SV-6328    |
| 14 | 1978年 4月5日   | A面   | いっちゃえ いっちゃえ | 森雪之丞     | 市川昭介     | 若草恵       | SV-6400    |
| 14 | 1978年 4月5日   | B面   | おんな花              | 木村弘清     | 木村弘清     | 竜崎孝路     | SV-6400    |
| 15 | 1978年 8月25日  | A面   | 東京ラブ・コール      | 西井久       | 岡千秋       | 前田俊明     | SV-6462    |
| 15 | 1978年 8月25日  | B面   | 十九の海峡            | 平山忠夫     | 岡千秋       | 馬飼野俊一   | SV-6462    |
| 16 | 1979年 2月25日  | A面   | 帰郷                  | 芦原みづほ   | 鶴岡雅義     | 馬場良       | SV-6548    |
| 16 | 1979年 2月25日  | B面   | 別れ上手な人でした    | 吉法かずさ   | 徳久広司     | 伊藤雪彦     | SV-6548    |
| 17 | 1979年 7月25日  | A面   | 小泊岬                | 山口洋子     | 遠藤実       | 斉藤恒夫     | SV-6609    |
| 17 | 1979年 7月25日  | B面   | 女のみれん            | 白鳥園枝     | 岡千秋       | 伊藤雪彦     | SV-6609    |
| 18 | 1979年 11月1日  | A面   | あしたの幸せ          | 茜まさお     | 平尾昌晃     | 馬飼野俊一   | SV-6652    |
| 18 | 1979年 11月1日  | B面   | 三日月だより          | 森雪之丞     | 平尾昌晃     | 馬飼野俊一   | SV-6652    |
| 19 | 1980年 6月21日  | A面   | やさしく別れて        | 中村泰士     | 中村泰士     | 戸塚修       | SV-7014    |
| 19 | 1980年 6月21日  | B面   | 恋の約束              | 吉法かずさ   | 中村泰士     | 戸塚修       | SV-7014    |
| 20 | 1981年 6月21日  | A面   | 恋の川                | はぞのなな   | たきのえいじ | 伊藤雪彦     | SV-7121    |
| 20 | 1981年 6月21日  | B面   | 好きなひと            | はぞのなな   | たきのえいじ | 伊藤雪彦     | SV-7121    |
| 21 | 1982年 10月21日 | A面   | 夜の新宿しのび逢い    | たかたかし   | 市川昭介     | 斉藤恒夫     | SV-7257    |
| 21 | 1982年 10月21日 | B面   | あなたに惚れちゃった  | たかたかし   | 市川昭介     | 斉藤恒夫     | SV-7257    |
| 22 | 1983年 10月5日  | A面   | ツキツキ小唄          | 伊藤アキラ   | 佐藤寛       | 馬飼野康二   | SV-7342    |
| 22 | 1983年 10月5日  | B面   | 惚れました            | はぞのなな   | 岡千秋       | 斉藤恒夫     | SV-7342    |
| 23 | 1985年 3月21日  | A面   | いけず                | 千家和也     | 三木たかし   | 高田弘       | SV-9002    |
| 23 | 1985年 3月21日  | B面   | わかれてあげるわ      | 千家和也     | 三木たかし   | 高田弘       | SV-9002    |
| 24 | 1985年 11月5日  | A面   | 時雨宿                | 初信之介     | 岡千秋       | 池多孝春     | SV-9072    |
| 24 | 1985年 11月5日  | B面   | 波の花                | 水木かおる   | 弦哲也       | 丸山雅仁     | SV-9072    |
| 25 | 1992年 7月22日  | 01    | 島田のブンブン        | 田口洋       | 山田一平     | 伊戸のりお   | VIDL-10261 |
| 25 | 1992年 7月22日  | 02    | 恋囃子                | 田口洋       | 山田一平     | 伊戸のりお   | VIDL-10261 |
| 26 | 2007年 4月18日  | 01    | 恋情・香春町          | 開田豊       | 吉川みき     | 吉川みき     | SURSU-2    |
| 26 | 2007年 4月18日  | 02    | 流れ星キラリ          | 開田豊       | 吉川みき     | 吉川みき     | SURSU-2    |
| 27 | 2011年 8月24日  | 01    | 人生一花              | 峰崎林二郎   | 三浦丈明     | 猪股義周     | WKCL-7070  |
| 27 | 2011年 8月24日  | 02    | 閉め忘れた窓          | 峰崎林二郎   | 石田光輝     | 猪股義周     | WKCL-7070  |
| 28 | 2018年 2月21日  | 01    | 一歩坂                | さいとう大三 | 泉盛望       | Deep寿       | TJCH-15580 |
| 28 | 2018年 2月21日  | 02    | しょんがいな          | 結木勝揮     | 平山むつみ   | Deep寿       | TJCH-15580 |
| 29 | 2019年 8月28日  | 01    | 昭和の女              | にしかずみ   | 泉盛望       | 泉盛望       | TJCH-15631 |
| 29 | 2019年 8月28日  | 02    | 一歩坂                | さいとう大三 | 泉盛望       | Deep寿       | TJCH-15631 |

### デュエット・シングル
| 発売日 | デュエット | A/B面 | タイトル     | 作詞     | 作曲   | 編曲     | 規格品番 |
| ------ | ---------- | ----- | ------------ | -------- | ------ | -------- | -------- |
| 1977年 | 橋幸夫     | A面   | お祭り音頭   | 吉川静夫 | 吉田正 | 寺岡真三 | MV-1093  |
| 1977年 | 橋幸夫     | B面   | ふるさと囃子 | 吉川静夫 | 吉田正 | 寺岡真三 | MV-1093  |

### アルバム
- 演歌17才（1975年、GX-1008）
- あなたにあげる（1975年、SJX-198）
- 西川峰子スーパーデラックス（DX-10036）
- ふたりの秘密（1975年、SJX-210）
- 十九の夢（1976年3月25日、SJX-10127）
- 演歌18才（1976年7月25日、SJX-10142）
- ギター流して今晩わ（1977年3月5日、SJK-10183）
- 故郷への便り（1977年7月5日、SJK-10196）
- いっちゃえ いっちゃえ（1978年5月25日、SJX-20064）
- 銀座カンカン娘（1978年、SJX-20090）
- 帰郷（1979年3月5日、SJX-20113）
- GOLDEN☆BEST やまびこ演歌・西川峰子（2007年11月21日、VICL-62659）
- 女優・仁支川峰子が文芸作品を唄う（2014年6月11日、POCE-3452）

### タイアップ曲
| 年     | 楽曲         | タイアップ                           |
| ------ | ------------ | ------------------------------------ |
| 1979年 | あしたの幸せ | フジテレビ系ドラマ「微笑日記」主題歌 |

## 出演

### 映画
- 人間の証明（1977年、角川春樹事務所/東映洋画）
- 陽暉楼（1983年、東映） - 助次
- 吉原炎上（1987年、東映） - 小花
- 肉体の門（1988年、東映） - 菊間町子
- 徳川の女帝 大奥（1988年、にっかつ） - 花沢
- 華の乱（1988年、東映） ‐ 林滝野
- 極道の妻たち 三代目姐（1989年、東映） - 阿波友見
- 新極道の妻たち 惚れたら地獄（1994年1月、東映） - 鶴子
- 唐獅子姐御（1994年10月） - 主演・鯉城組三代目姐 原田冴子
- 借王<シャッキング>4（1998年、日活）
- 難波金融伝・ミナミの帝王 嘆きのニューハーフ（1998年）
- 修羅がゆくシリーズ - 渋沢組組長 渋沢勝代
  - 修羅がゆく3 九州やくざ戦争（1996年）
  - 修羅がゆく12 北九州死闘篇（2000年）
- ちんちろまい（2000年） - 屋台の女将
- めぐみへの誓い（2021年） - 夏仙

### Vシネマ
- 卍舞Ⅲ いかせてあげる、極楽浄土（1996年）
- かまいたち39歳（1997年）- 主演・素子
- 極道の姐（2014年） - 主演・朱美(柳楽組三代目の長女)
- 破門組（2015年） - 九州餓狼会会長 尾張知枝

### イメージビデオ
- 一夜の夢恋人（1992年）大陸書房

### テレビドラマ
- 事件ファイル110 甘ったれるな 第9話「春遠い19歳の夢」（1976年、TBS・松竹） - 西牧紀子
- 桃太郎侍（1976年 - 1981年、日本テレビ） - 玉川すずめ
- 暴れん坊将軍シリーズ（テレビ朝日・東映）
  - 吉宗評判記 暴れん坊将軍
    - 第29話「大江戸一のドジな掏摸」（1978年） - お峰
    - 第89話「花も恥じらう一番手柄!」（1979年） - おみね
    - 第155話「将軍の花嫁なんていや!」（1981年） - 綾姫

  - 暴れん坊将軍II
    - 第60話「易者新さん 二万両の夢占い!」（1984年） - お駒
    - 第111話「あらイヤだ! 魚の心は恋ごころ」(1985年） - お鶴
    - 第169話「哀しい夜明けを待つ女!」（1986年） - お勝

  - 暴れん坊将軍IX 第37話「悪妻教育指南! ニセ将軍になった吉宗」（1999年） - お美濃の方
- 鬼平犯科帳 (萬屋錦之介) 第3シリーズ 第2話「凶賊」（1982年、テレビ朝日・中村プロ） - おしづ
- 柳生十兵衛あばれ旅 第3話「蝶と女と風車」（1982年、テレビ朝日）
- 大奥 第30話「ある夜の美女軍団」（1983年、関西テレビ） - おとみ
- 金田一耕助の傑作推理 獄門岩の首（1984年、TBS）
- 銀河テレビ小説（NHK）
  - 港駅（1984年） - 晴美
  - 殿様ごっこ（1988年）- ひで子
- 長七郎江戸日記 第1シリーズ 第72話「稲妻に浮かぶ顔」（1985年、日本テレビ）
- 恋に恋して恋きぶん（1987年、TBS） - 萩原泉
- 青春家族（1989年、NHK）
- 鬼平犯科帳 第1シリーズ 第1話「暗剣白梅香」（1989年、フジテレビ） - おえん
- 代表取締役刑事 第5話(1990年、テレビ朝日)
- 月曜ドラマスペシャル『松本清張作家活動40年記念・黒い画集 坂道の家』（1991年、TBS） - 川上さゆり
- 大岡越前 第12部 第13話「殺しを見ていた女」（1992年1月13日、TBS / C.A.L） - お艶
- 細うで繁盛記（1994年 - 1995年、フジテレビ）
- 夜に抱かれて（1994年、日本テレビ）
- 女囚～塀の中の女たち（1995年、TBS）
- 水戸黄門 第23部 第28話「美人かあちゃん子沢山 -延岡-」（1995年2月20日、TBS / C.A.L） - お豊
- はぐれ刑事純情派 第8シリーズ 第2話「男の売春! 安浦刑事の潜入捜査」（1995年、テレビ朝日）
- 土曜ワイド劇場『松本清張スペシャル・書道教授』（1995年12月2日、テレビ朝日） - 谷口妙子
- 火曜サスペンス劇場 （日本テレビ）
  - 『警部補 佃次郎11・かるはずみな言葉』（2000年） - 永坂由加利
  - 『地方記者 立花陽介18・津軽弘前通信局』（2002年） - 篠田千秋
  - 『那須・四季通信』（2005年） - 白井里子
- 月曜ミステリー劇場『世直し公務員 ザ・公証人5・消えた秘密証書遺言!?』（2005年、TBS） - 奥寺春絵
- 火曜ドラマゴールド『大女優殺人事件』（2007年、日本テレビ） - 鳥羽洋子
- 愛の劇場/『スイート10〜最後の恋人〜 』（2008年、TBS） - 松本幸子
- 水戸黄門 第1シリーズ 第7話「時の太鼓とじゃじゃ馬姫 -一関-」（2017年、BS-TBS） - 嵐胡蝶

### その他の番組
- 関口宏のオォ!笑歌（NET） - 司会
- マダムんむん（TBS） - パネラー
- Dのゲキジョー 〜運命のジャッジ〜（フジテレビ） - パネラー。再現ドラマへの出演もある。
- 太田光の私が総理大臣になったら…秘書田中。（日本テレビ） - パネラー（不定期）
- 笑っていいとも（フジテレビ） - 1982年10月～1983年3月※水曜日担当
- 乾杯!トークそんぐ（毎日放送）
- マツコ&有吉 かりそめ天国（テレビ朝日） - かりそめ天国オールスターズの一人。

他多数

### NHK紅白歌合戦出場歴
| 年度/放送回               | 回 | 曲目               | 出演順 | 対戦相手      |
| ------------------------- | -- | ------------------ | ------ | ------------- |
| 1975年（昭和50年）/第26回 | 初 | あなたにあげる     | 15/24  | 橋幸夫        |
| 1976年（昭和51年）/第27回 | 2  | 峰子のマドロスさん | 02/24  | 細川たかし    |
| 1977年（昭和52年）/第28回 | 3  | ギター流して今晩わ | 04/24  | 細川たかし(2) |
| 1978年（昭和53年）/第29回 | 4  | 東京ラブ・コール   | 16/24  | 菅原洋一      |

注意点
- 出演順は「出演順/出場者数」で表す。
- 対戦相手の歌手名のカッコ内の数字はその歌手との対戦回数、備考のトリ等の次にあるカッコはトリ等を務めた回数を表す。

### CM
- サトウ食品 サトウの切り餅（1970年代後半? - 1980年代）
自ら出演しCMソングを歌唱。「あ、もちもちもっちもち」のキャッチコピーが有名だった。
- JIMOS　マキアレイベル 薬用クリアエステヴェール（2012年）

## 書籍

### 写真集
- 『藍に舞う-西川峰子写真集』（1991年10月、大陸書房）ISBN 978-4803337617
- 『西川峰子写真集―誘惑のア・マン』（1992年2月、撮影:山木隆夫、大陸書房）ISBN 978-4803339734
- 『PRIVATE-西川峰子写真集』（1993年7月、撮影:佐藤健 風雅書房）ISBN 978-4894240056
- 『艶華-西川峰子写真集』（1994年7月、光文社）ISBN 978-4334900397
- 『Private(2)東京情事』（1997年11月、モッツコーポレーション）ISBN 978-4845814961
- 『仁支川峰子写真集 from MINEKO』（2012年12月、竹書房）ISBN 978-4812492475

### 著書
- 『西川峰子のあ・ぶ・な・い・芸能界―しゃべりすぎてゴメンネ!』（1988年11月、日本文芸社） ISBN 978-4537021233
- 『恋するたびに美しく―そっとキスして、もっとキスして』（1992年6月、大陸書房）ISBN 978-4803342260
- 『やせて幸せ!』（2002年5月、小学館）ISBN 978-4093453516